# Tomas Björk (matematiker)
Ej att förväxla med professor Tomas Björk (konstvetare) (född 1947)
Tomas Georg Björk, född 8 januari 1947, död 31 januari 2021, var en svensk matematiker, ekonom och professor i matematisk finans vid Handelshögskolan i Stockholm.
Tomas Björk blev filosofie kandidat vid Stockholms universitet 1971. Mellan 1971 och 1974 var han forskare vid Försvarets Forskningsanstalt (FOA). Han disputerade på en avhandling om optimerings- och systemteori vid Kungliga Tekniska Högskolan 1981, blev forskningsassistent samma år och högskolelektor i optimering och systemteori vid Kungliga Tekniska Högskolan 1987. Björk utsågs till docent 1994. Han undervisade också i matematisk ekonomi vid Stockholms handelshögskola.
Tomas Björk innehade från 1998 en professur i matematisk finans vid Handelshögskolan i Stockholm. Han är begravd på Sundbybergs begravningsplats.